# Mesasigone mira
Mesasigone mira là một loài nhện trong họ Linyphiidae.
Loài này thuộc chi Mesasigone. Mesasigone mira được Andrei V. Tanasevitch miêu tả năm 1989.